# Liste des interstates dans l'État de New York
Les Interstates dans l'État de New York font partie du réseau des autoroutes inter-états et sont entretenues par le New York State Department of Transportation (NYSDOT). L'État compte neuf autoroutes principales et vingt-deux auxiliaires.

## Autoroutes principales
| Numéro | Longueur (mi) | Longueur (km) | Terminus sud / ouest                                                | Terminus nord / est                                                      | Créée | Notes |
| ------ | ------------- | ------------- | ------------------------------------------------------------------- | ------------------------------------------------------------------------ | ----- | --- |
| I-78   | 0,50          | 0,80          | I-78 à la frontière du New Jersey à Manhattan                       | Canal Street à Manhattan                                                 | 1961  | |
| I-81   | 183,67        | 295,59        | I-81 à la frontière de la Pennsylvanie à Kirkwood                   | Route 137 à la frontière canadienne dans l'Archipel des Mille-Îles       | 1957  | |
| I-84   | 71,42         | 114,94        | I-84 à la frontière de la Pennsylvanie à Port Jervis                | I-84 à la frontière du Connecticut à Southeast                           | 1957  | |
| I-86   | 216,23        | 347,99        | I-86 à la frontière de la Pennsylvanie à Mina                       | NY 17 / NY 79 à Windsor                                                  | 1999  | Il y a un segment manquant entre la US 220 et l'I-81. À terme, la NY 17 deviendra l'I-86 jusqu'à l'I-87 à Harriman. |
| I-87   | 333,66        | 536,97        | I-278 dans le Bronx                                                 | A-15 à la frontière canadienne à Champlain                               | 1957  | |
| I-88   | 117,38        | 188,90        | I-81 à Chenango                                                     | I-90 / New York State Thruway à Rotterdam                                | 1968  | |
| I-90   | 386,59        | 622,16        | I-90 à la frontière de la Pennsylvanie à Ripley                     | I-90 / Mass Pike à la frontière du Massachusetts à Canaan                | 1957  | Multiplex avec le New York State Thruway sur la majeure partie de son trajet.                                       |
| I-95   | 23,47         | 37,77         | I-95 / US 1 / US 9 / US 46 à la frontière du New Jersey à Manhattan | I-95 / Connecticut Turnpike à la frontière du Connecticut à Port Chester | 1957  | |
| I-99   | 12,89         | 20,74         | I-99 / US 15 à la frontière de la Pennsylvanie à Lindley            | I-86 / US 15 / NY 17 à Painted Post                                      | 2014  | |
|        |               |               |                                                                     |                                                                          |       | |

## Autoroutes auxiliaires
| Numéro | Longueur (mi) | Longueur (km) | Terminus sud / ouest                               | Terminus nord / est                                                   | Créée | Notes                                                         |
| ------ | ------------- | ------------- | -------------------------------------------------- | --------------------------------------------------------------------- | ----- | ------------------------------------------------------------- |
| I-190  | 28,68         | 46,16         | I-90 à Buffalo                                     | Autoroute 405 à la frontière canadienne à Lewiston                    | 1959  |                                                               |
| I-278  | 33,77         | 54,35         | I-278 à la frontière du New Jersey à Staten Island | I-95 / I-278 / I-295 / I-678 / Hutchinson River Parkway dans le Bronx | 1960  |                                                               |
| I-287  | 30,84         | 49,63         | I-287 à la frontière du New Jersey à Suffern       | I-95 à Rye                                                            | 1960  |                                                               |
| I-290  | 10,67         | 17,17         | I-190 à Tonawanda                                  | I-90 / NYS Thruway à Amherst                                          | 1962  |                                                               |
| I-295  | 9,77          | 15,72         | Grand Central Parkway dans le Queens               | I-95 / I-278 / I-295 / I-678 / Hutchinson River Parkway dans le Bronx | 1970  |                                                               |
| I-390  | 76,36         | 122,89        | I-86 / NY 15 / NY 17 à Avoca                       | I-490 / NY 390 à Gates                                                | 1973  |                                                               |
| I-478  | 2,41          | 3,88          | I-278 à Brooklyn                                   | NY 9A à Manhattan                                                     | 1970  | Brooklyn Battery Tunnel                                       |
| I-481  | 15,14         | 24,37         | I-81 à Syracuse                                    | I-81 / NY 481 à North Syracuse                                        | 1970  |                                                               |
| I-490  | 37,53         | 60,40         | I-90 / NYS Thruway à Le Roy                        | I-90 / NYS Thruway à Victor                                           | 1961  |                                                               |
| I-495  | 70,89         | 114,09        | 36th Street / 37th Street à Manhattan              | CR 58 à Riverhead                                                     | 1958  | Emprunte le Queens-Midtown Tunnel                             |
| I-587  | 1,23          | 1,98          | Sortie 19 de l'I-87 à Kingston                     | Albany Avenue / Broadway à Kingston                                   | 1960  |                                                               |
| I-590  | 4,91          | 7,90          | I-390 à Brighton                                   | I-490 / NY 590 à Rochester                                            | 1980  |                                                               |
| I-678  | 14,68         | 23,63         | Aéroport JFK dans le Queens                        | I-95 / I-278 / I-295 / I-678 / Hutchinson River Parkway dans le Bronx | 1965  |                                                               |
| I-684  | 28,47         | 45,82         | I-287 / Hutchinson River Parkway à White Plains    | I-84 / US 202 / NY 22 à Southeast                                     | 1970  | Court segment près d'Armonk qui entre au Connecticut          |
| I-690  | 14,18         | 22,82         | NY 690 à Van Buren                                 | I-481 à DeWitt                                                        | 1962  |                                                               |
| I-695  | 1,77          | 2,85          | I-295 dans le Bronx                                | I-95 dans le Bronx                                                    | 1986  |                                                               |
| I-781  | 4,52          | 7,27          | I-81 à Pamelia                                     | US 11 / Entrée de Fort Drum à Le Ray                                  | 2009  |                                                               |
| I-787  | 9,96          | 16,03         | I-87 à Albany                                      | NY 7 / NY 787 à Troy                                                  | 1965  |                                                               |
| I-790  | 2,06          | 3,32          | NY 5S / NY 12 à Utica                              | NY 5 à Utica                                                          | 1961  |                                                               |
| I-890  | 8,80          | 14,16         | NY 890 à Guilderland                               | I-90 / NYS Thruway à Rotterdam                                        | 1962  |                                                               |
| I-990  | 6,53          | 10,51         | I-290 à Amherst                                    | NY 263 à Amherst                                                      | 1981  | Autoroute ayant le plus grand numéro du réseau des Interstate |
|        |               |               |                                                    |                                                                       |       |                                                               |